# Menhir de la Petite Thébauderie
Le menhir de la Petite Thébauderie est un mégalithe situé à Saint-Thomas-de-Courceriers, en France.

## Situation
Le menhir est situé au lieu-dit La Petite Thébauderie, à environ 2,5 km au sud-ouest du bourg de Saint-Thomas-de-Courceriers, en limite de commune.
Situé dans un champ contigu à la ferme de la Petite Thébauderie et accessible uniquement par celle-ci, il n'est pas visible de la route.

## Historique
Le mégalithe fait l’objet d’un classement au titre des monuments historiques depuis le 25 mai 1976.

## Galerie

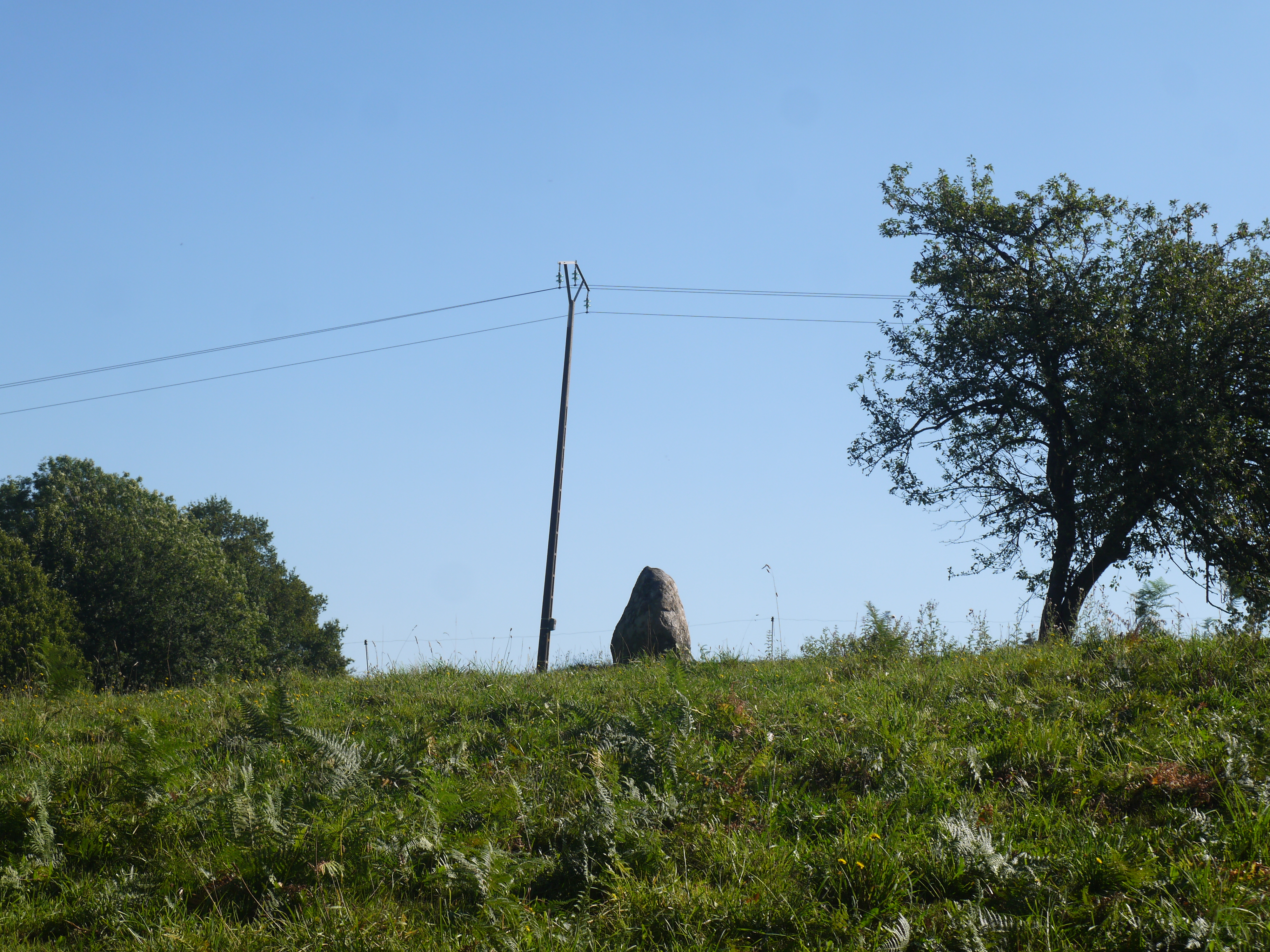
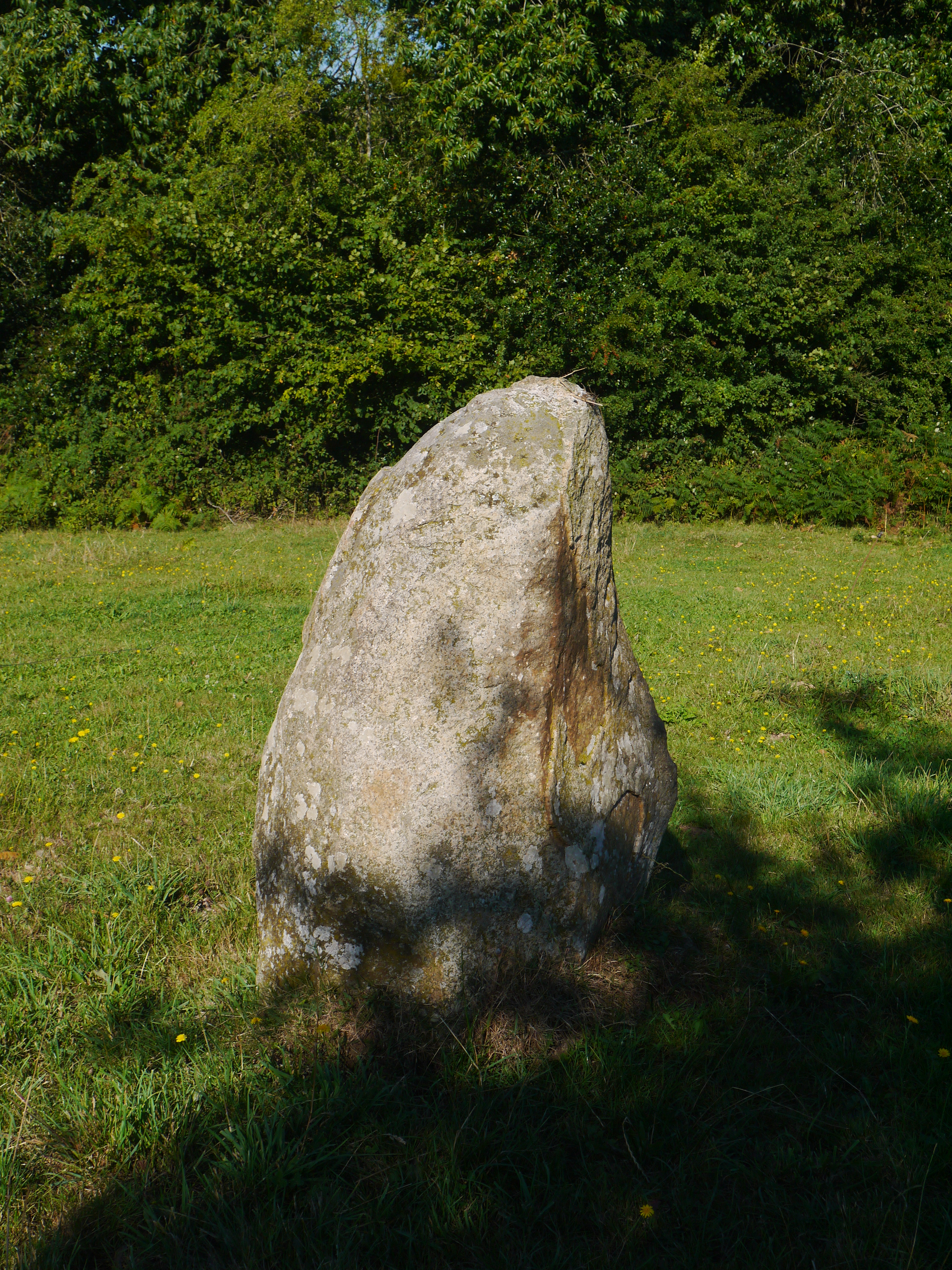
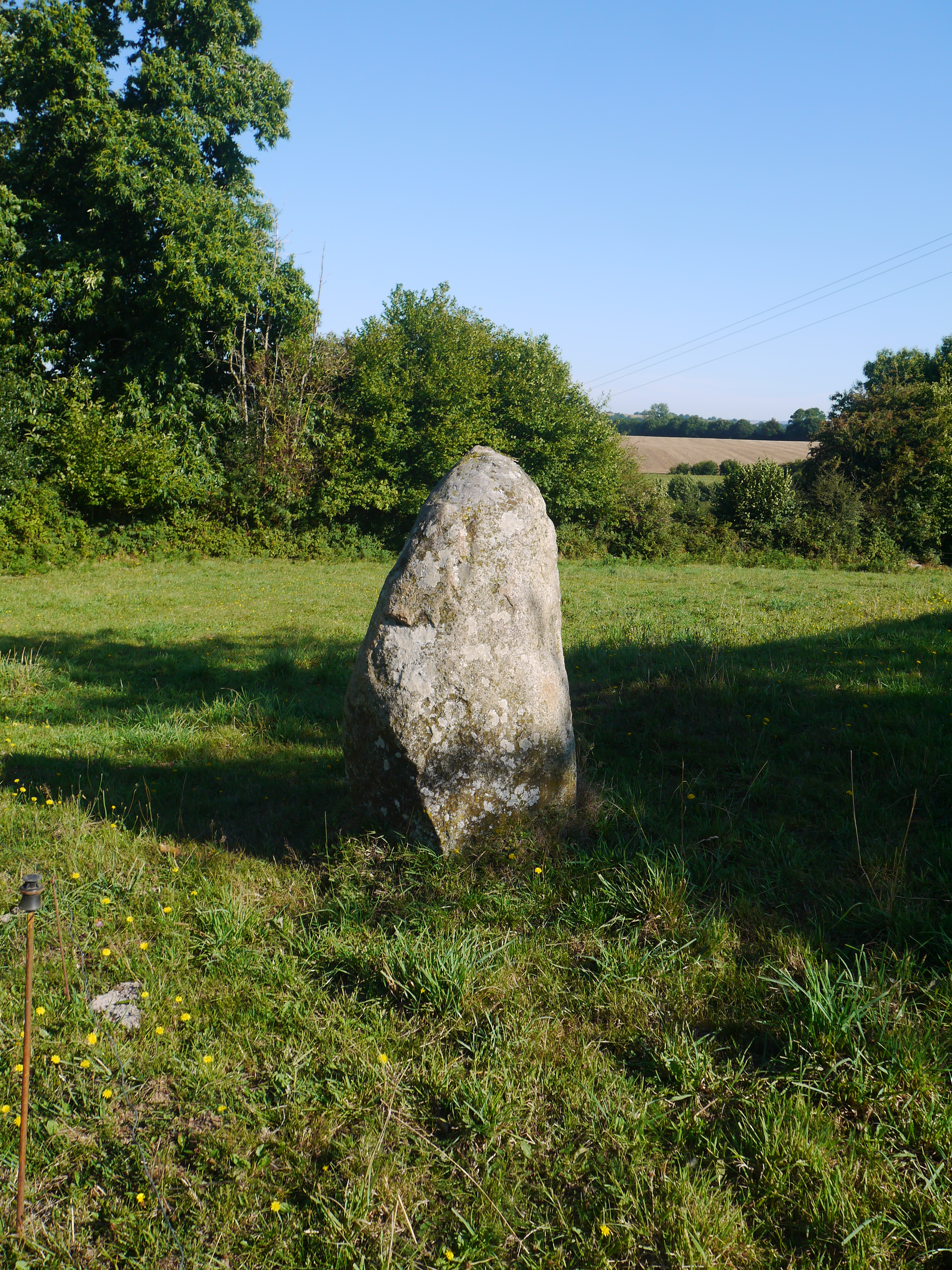
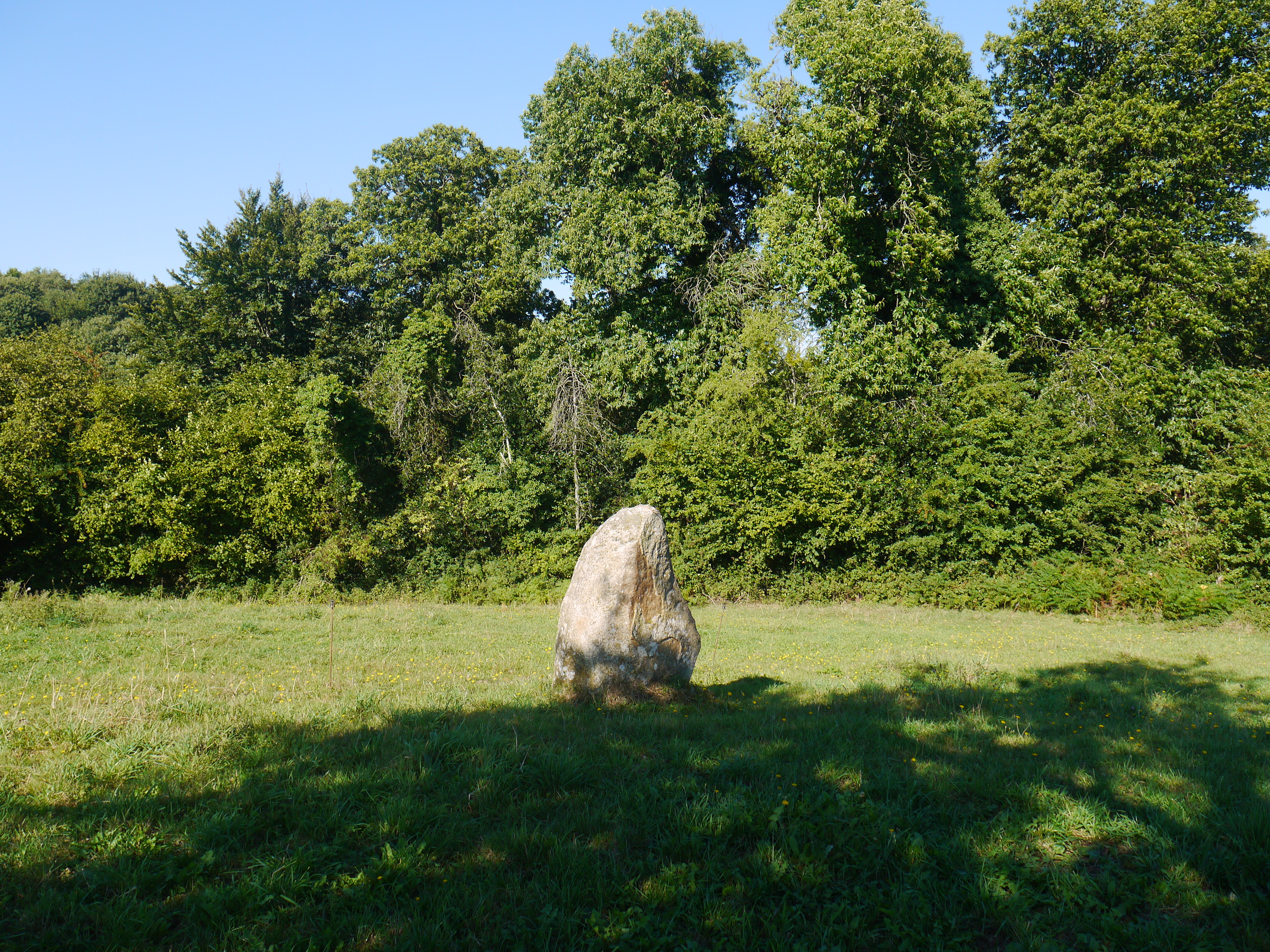

## Description
Le menhir mesure 1,60 m de hauteur.